# Jangseong-gun
Jangseong es un condado en el sur de la provincia de Jeolla del Sur, Corea del Sur.

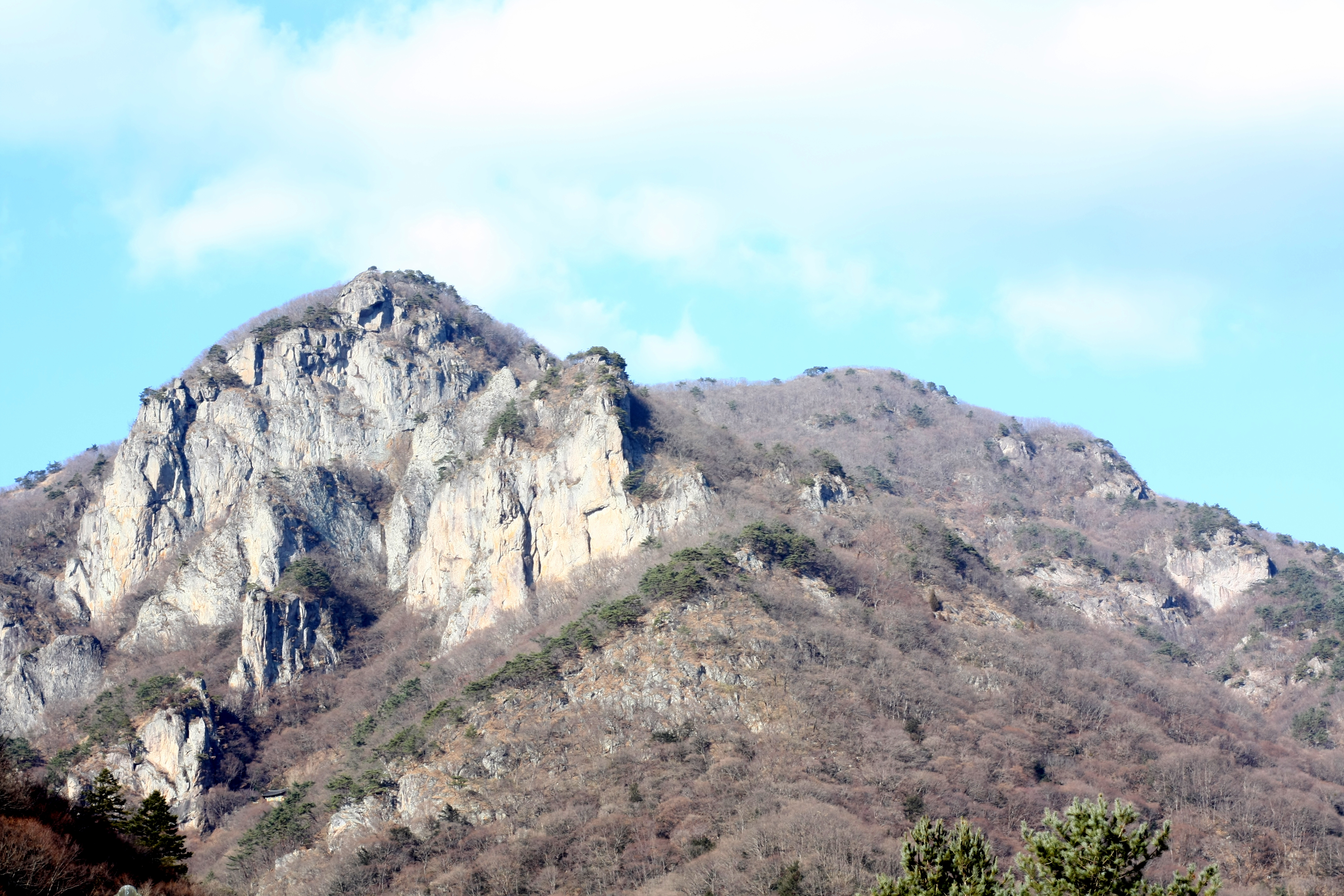
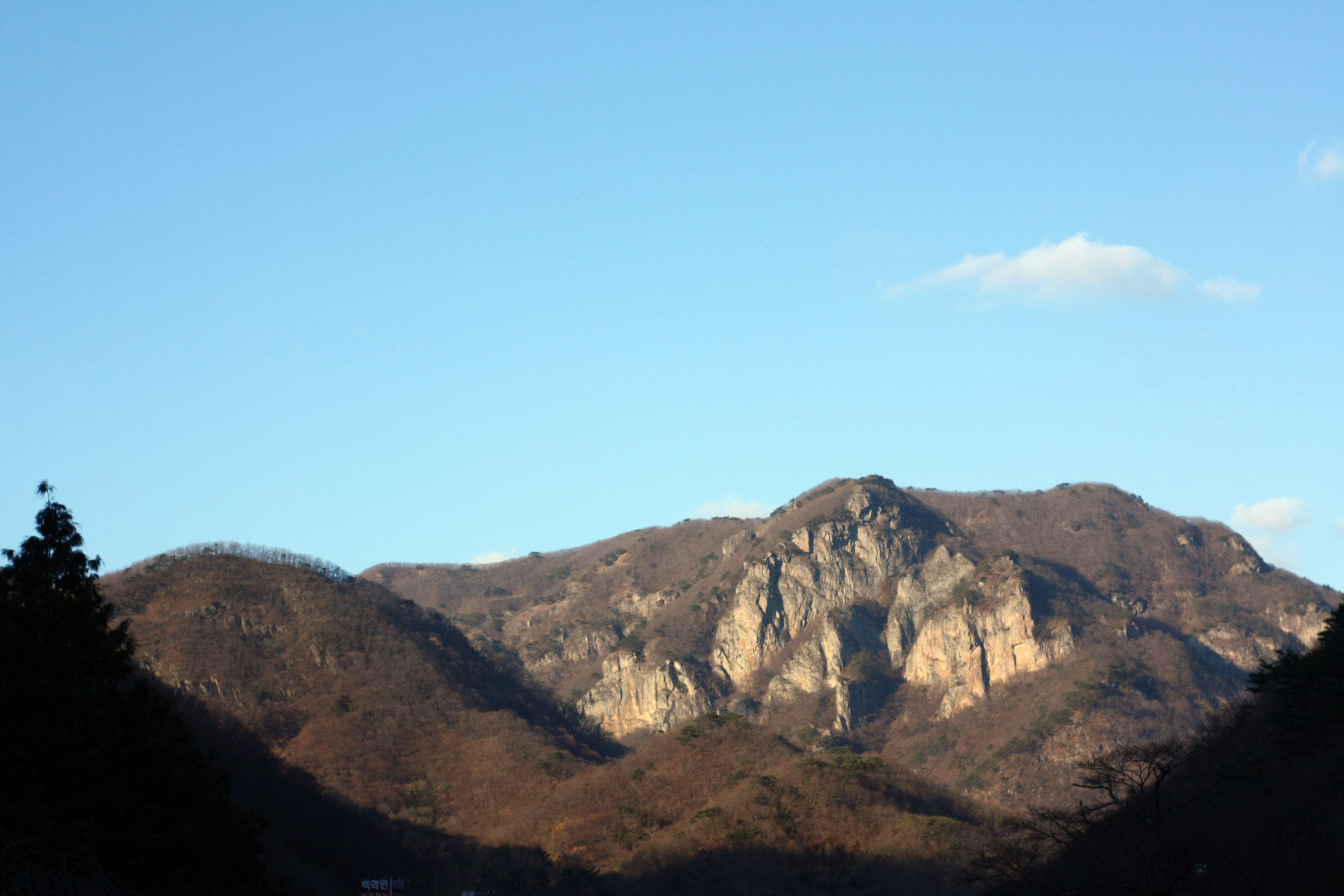
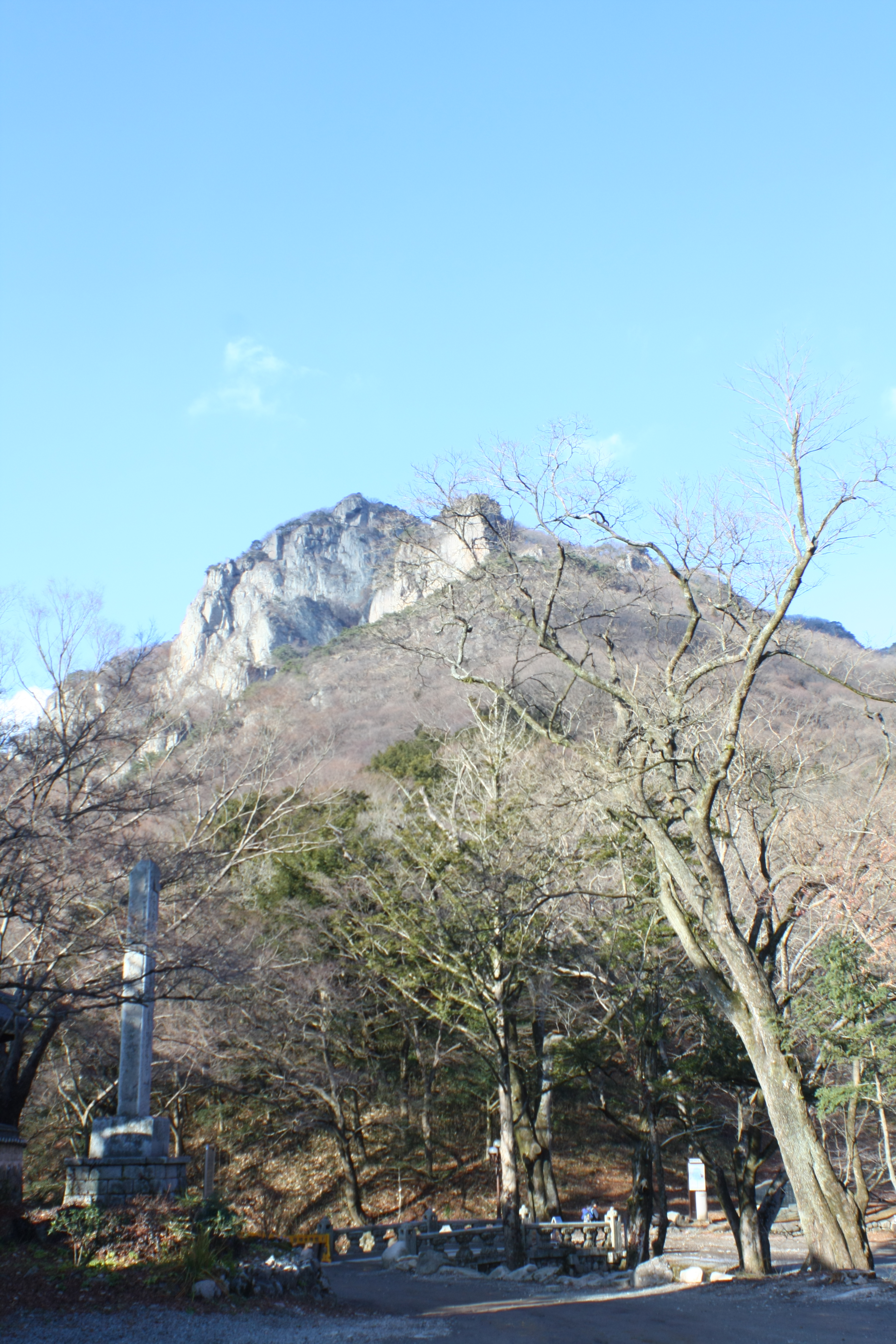

## Símbolo
- Flor: álamo blanco
- Árbol: Arce
- Aves: Paloma